# Bavari (Genova)
Bavari (Bävai in ligure) è un quartiere residenziale di 995 abitanti del comune di Genova, compreso nel Municipio IX Levante. Fu comune autonomo sino al 1926, quando venne aggregato alla Grande Genova.

## Geografia fisica
Il quartiere si trova sul crinale tra la valle Sturla e la val Bisagno a 315 m s.l.m.; è raggiungibile dai quartieri di Borgoratti e San Desiderio a sud, Sant'Eusebio ad ovest e Struppa a nord. Proprio per il fatto di trovarsi al crocevia di numerose vie di collegamento tra la costa e l'entroterra, ha rappresentato per secoli il valico più importante per chi, provenendo dal levante genovese, si recava in val Bisagno, val Polcevera, valle Scrivia o val Trebbia.
L'abitato sorge in bella posizione sul versante sud del valico detto Sella di Bavari ed è formato da un nucleo centrale intorno alla chiesa di San Giorgio con varie appendici di case sparse lungo le diverse vie che qui convergono: in direzione di Fontanegli (un tempo una delle sue frazioni, quando Bavari era comune autonomo) per l'itinerario diretto verso l'alta val Bisagno e la val Trebbia, in direzione di Montelungo verso Sant'Eusebio e Molassana, in direzione di San Desiderio verso Sturla e il levante genovese e infine lungo le ripide crêuze che scendono a Struppa.

## Storia

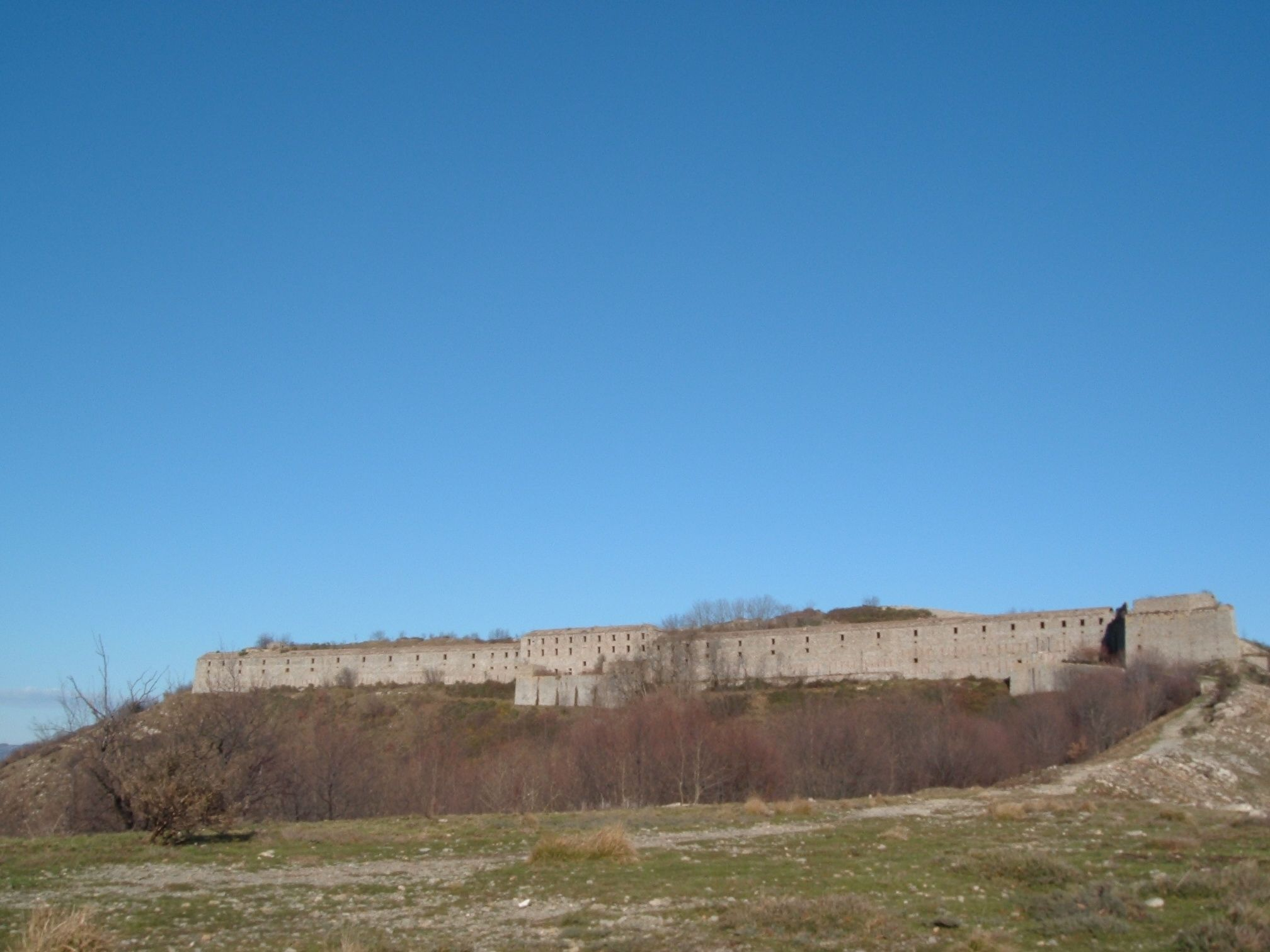
Il forte Monteratti

Il toponimo sarebbe di origine etnica (germanica), indicativo di uno stanziamento in questo luogo, subito dopo la fine dell'Impero romano, di un gruppo di "Bavari", ancora ben differenziati dalle circostanti popolazioni autoctone. Il sito di Bavari sembra comunque essere stato abitato dagli antichi Liguri, specialmente nell'area del monte Castellaro (m. 458), ben prima della conquista romana della Liguria (sec. III a.C.).
Bavari, borgo rurale in posizione strategica per il controllo di importanti vie che collegavano la costa ligure e l'entroterra, ha origini molto antiche, anche se le prime notizie documentate risalgono al X secolo. Il territorio, facente parte della Repubblica di Genova dall'epoca medievale, fu assoggettato alla podesteria del Bisagno e, dal 1606, al suo capitaneato.
Proprio per la sua posizione strategica si trovò al centro di combattimenti sia durante l'assedio posto a Genova dagli austriaci nel 1747 - nella guerra di successione austriaca - e nuovamente nell'aprile-giugno del 1800, quando la Liguria, entrata nell'orbita napoleonica della Repubblica Ligure nel Primo Impero francese, fu terreno di scontro tra austriaci e francesi.
Bavari, a partire dal 1804, è stato un comune autonomo che comprendeva tutto il crinale montuoso tra la sponda sinistra del Bisagno e la sponda destra del torrente Sturla; il suo territorio comunale, nella val Bisagno, si estendeva da Cavassolo, al confine con il comune di Bargagli, fino a Montesignano, nei pressi di Staglieno, e costituiva quindi l'accesso a Genova per chi proveniva dalla val Trebbia. Ancora oggi il toponimo Via Bavari identifica il tratto della strada statale 45 di Val Trebbia compreso tra Cavassolo e il ponte della Paglia (Prato). Nella valle Sturla il comune comprendeva il versante destro del torrente Sturla fino a Borgoratti (allora frazione di San Martino d'Albaro). Annesso al Primo Impero francese, dal 13 giugno 1805 al 1814 fu inserito nel Dipartimento di Genova.
Con il regio decreto-legge n. 74 del 14 gennaio 1926 del governo Mussolini il comune fu soppresso e aggregato a quello di Genova, nell'ambito della creazione della cosiddetta Grande Genova, la cui nuova entità amministrativa diventò operativa dal 1º luglio 1926. Oggi è una delle unità urbanistiche del Municipio IX Levante. Le sue ex-frazioni Fontanegli, Sant'Eusebio, Montelungo e Montesignano, che si trovano nel versante della val Bisagno, incorporate nelle circoscrizioni di Struppa e Molassana, fanno oggi parte del Municipio IV Media Val Bisagno.
Bavari fu caratterizzato, per tutto il XX secolo, da una forte vocazione associazionistica: risale al 1913 la nascita, in contemporanea, della società di mutuo soccorso "Operai e Contadini", di originaria ispirazione socialista (tuttora esistente), e della società operaia cattolica di mutuo soccorso "San Giorgio", di matrice cattolica (ancora in attività come circolo ACLI). Nel 1926 fu fondata a Bavari una sottosezione della Pubblica Assistenza Croce Verde Genovese, che nel 1956 - ad opera, soprattutto, dell'arciprete don Guglielmo Grosso e del medico condotto Luigi Raschi - si rese autonoma dalla casa madre, assumendo la denominazione di P.A. Croce Azzurra di Bavari, tuttora operante.

### Simboli
Stemma
Gonfalone

## Monumenti e luoghi d'interesse

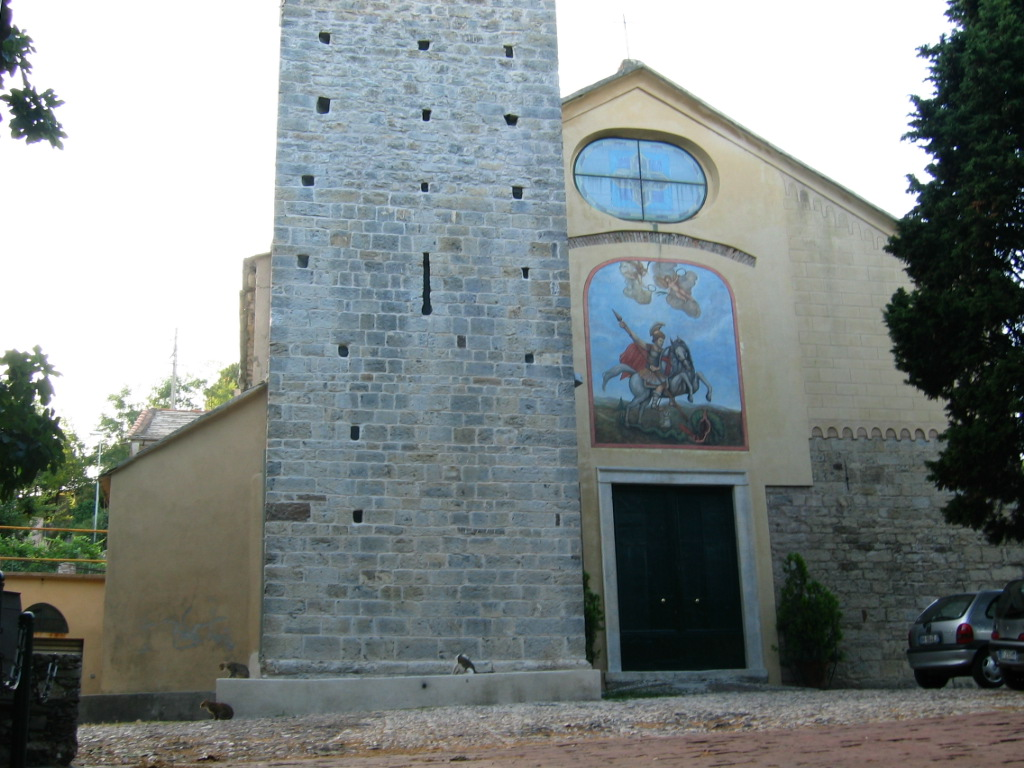
La chiesa parrocchiale di San Giorgio di Bavari

### Architetture religiose
- Chiesa parrocchiale di San Giorgio di Bavari. Fa parte del vicariato San Martino-Valle Sturla dell'arcidiocesi di Genova. La sua esistenza è attestata fin dall'anno 952. Ristrutturata nel XVII secolo, nuovi restauri furono eseguiti nel XX secolo. La chiesa presenta una facciata a capanna, intonacata a civile con portale centrale privo di connotazioni architettoniche, oculo centrale e specchiatura a fresco con l'immagine San Giorgio che uccide il drago. Internamente è a pianta basilicale, suddivisa in tre navate da archi su pilastri, navata centrale con terminazione ad abside semicircolare. A sinistra della facciata è presente una torre campanaria su pianta quadrata in pietra faccia a vista.[4]
- Santuario di Nostra Signora della Guardia. Il santuario sorge sul valico della Serra di Bavari sul lato della val Bisagno, che domina con la sua grande cupola scura. Fu costruito in circa tre mesi nella primavera del 1923, con il contributo di numerosi volontari, nel sito dove nel XVI secolo sorgeva una cappella dedicata a san Cipriano. La festa della Madonna della Guardia si celebra con particolare solennità il 29 agosto.

### Architetture militari
In conseguenza degli eventi bellici austriaci del 1747 e napoleonici di fine Settecento e inizio Ottocento, che misero in evidenza la necessità di fortificare i monti della val Bisagno a difesa di Genova, fu decisa la costruzione, negli anni trenta dell'Ottocento, del forte Monteratti sulla sommità dell'omonimo monte (564 m s.l.m.) che sovrasta il quartiere.

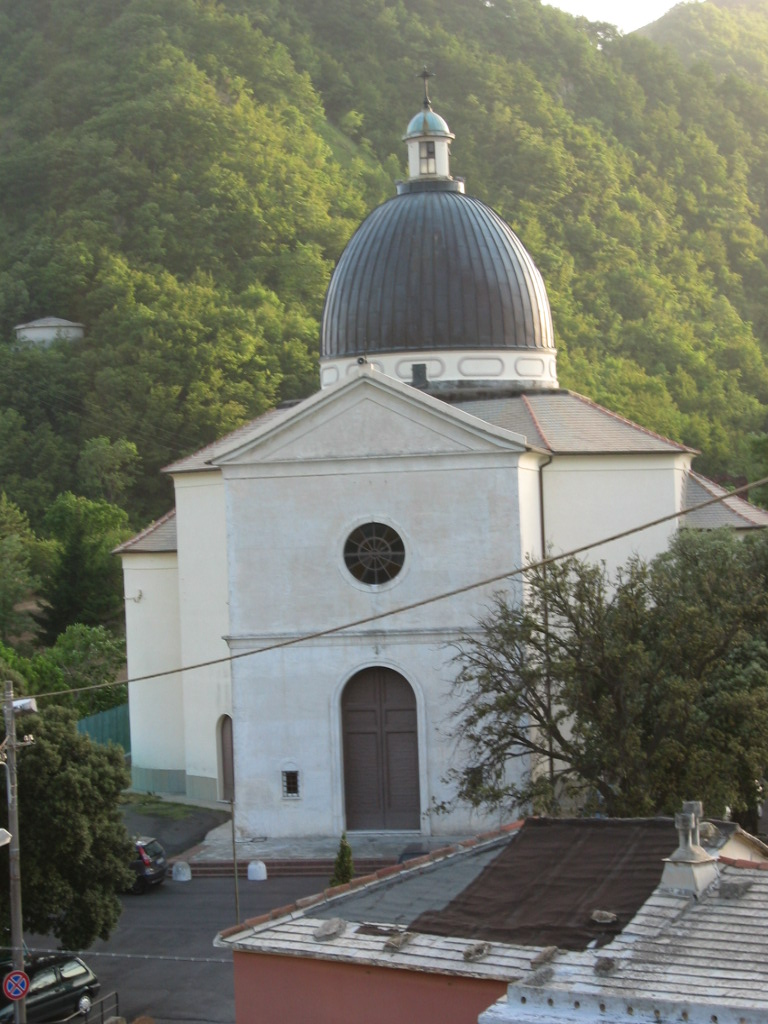
Il santuario di Nostra Signora della Guardia

## Infrastrutture e trasporti

### Strade
Il quartiere di Bavari è collegato con le località vicine da strade comunali che ricalcano il percorso delle antiche vie di comunicazione. La più usata è quella che risale la valle Sturla e collega il quartiere di Sturla con la strada statale 45 di Val Trebbia, passando per Bavari e Fontanegli. Le altre sono la prosecuzione di quella citata, diretta a nord verso Fontanegli, che, passata questa località, scende ad ovest a Struppa in val Bisagno con numerosi ripidi e stretti tornanti, e quella, più agevole, diretta ad ovest in falsopiano verso Sant'Eusebio, da cui scende comodamente in val Bisagno fra Staglieno e Molassana.

### Mobilità urbana
Bavari è collegato dalle linee AMT Genova 85, 85/, 584 e 685 (che collegano la località con la stazione di Genova Brignole, Borgoratti, l'ospedale Gaslini e piazza De Ferrari), 470 e 470/ (per San Martino di Struppa, Sant'Eusebio e la val Bisagno), tutte con capolinea nella piazza della chiesa (eccetto la linea 470 che vi transita soltanto). Inoltre nelle ore di calma feriale è attivo il servizio integrativo (SI 15) per Costa di Sant'Eusebio e Serino (in sostituzione alla linea 470).

## Sport

### Impianti sportivi
Nel quartiere si trovano due campi da calcio: quello storico, intitolato a "Ferdinando Taviani" (padre del politico Paolo Emilio Taviani), inaugurato nel 1955, ed un altro, realizzato negli anni '70, in località Piani di Ferretto.